# Parastagmatoptera concolor
Parastagmatoptera concolor es una especie de mantis de la familia Mantidae.

## Distribución geográfica
Se encuentra en Brasil.